# Patrelle
Patrelle S.A.S., ou Patrelle-Candy, est une entreprise française de production alimentaire fondée en 1852.  
Elle est notamment connue pour son produit phare : l'arôme Patrelle (condiment pour colorer la soupe). L'entreprise a également développé plus récemment un secteur confiserie, avec entre autres la boule coco ou le roudoudou.

## Description
L'entreprise est fondée en 1852 par Louis Salve Patrelle. Celui-ci développe d'abord, l'« arôme des potages » Patrelle,. Il s'agit d'un condiment, à base entre autres de glucose, destiné à aromatiser et colorer la soupe, les sauces et le bouillon du pot au feu, l'un des plus anciens de sa catégorie. 
L'arôme des potages Patrelle, fabriqué initialement à Romainville, est massivement publicisé entre 1860 et l'entre-deux-guerres. Une première série d'insertions publicitaires dans la presse française commence en 1864 et donne comme principaux composants des « oignons brûlés et des racines potagères » ; une deuxième, à partir des années 1885-1887, mais sous le nom de « Arôme Patrelle »,. Les formes choisies pour cette médiatisation sont principalement les affiches lithographiées en couleurs ainsi que des réclames dans les journaux ou les brochures spécialisées.
À partir de 1961, l'entreprise se diversifie avec la production de confiseries, de coulis de fruits et de caramel liquide. Elle développe ainsi de nouveaux produits importants comme le roudoudou ou  boule coco.
Elle reste une entreprise indépendante et familiale, toujours dirigée par la famille Patrelle. L'usine principale est implantée à Houlgate depuis 1984. 
Elle génère un chiffre d'affaires de plus de 10 millions d'euros en 2011 et emploie une cinquantaine de personnes,,. 
Les ventes de l'arôme Patrelle représentaient en 2011 environ 15 % du chiffre d'affaires de l'entreprise, preuve de son importance encore aujourd'hui. La marque s'est également développée à l'international.